# Rooi Els
Rooi Els este un oraș din provincia Wes-Kaap, Africa de Sud.